# Евтихиан из Аданы
Евтихиа́н из Аданы (греч. Εὐτυχιανός, лат. Eutychianus, VI век н. э. — VII век н. э., Адана, Киликия, Византийская империя), византийский писатель — биограф, ученик и автор первого жизнеописания Феофила Киликийского, утверждавший, что был очевидцем происходившего.
Я же, смиренный и грешный Евтихиан (говорит написавший эту повесть), воспитанный в дому блаженного Феофила и ходатайством его удостоившийся стать причетником святой кафолической Церкви, — служа господину моему в его печали и скорби, и всюду последуя за ним, видевший своими очами его покаяние и своими ушами слышавший из уст его рассказ об этом: — истинно и правдиво описал всё на пользу благочестивых, во славу же Христа Бога нашего, славимого во векиЕвтихиан из Аданы, «Повесть о покаянии Феофила». (VII век н. э.)
Признавая историческую составляющую биографии Феофила, события, описанные Евтихианом в целом считаются апокрифическими.
В VIII веке история Феофила Киликийского, написанная Евтихианом, переведена с греческого оригинала на латинский язык Павлом Дияконом.